# Ermita de San Lorenzo (Ateca)
La ermita de San Lorenzo es una ermita de culto católico situada en las cercanías del municipio zaragozano de Ateca, España, a unos cuatro kilómetros del casco urbano, junto a la carretera A-2505, que la une a la cercana localidad de Valtorres.

## Descripción
Se trata de una pequeña ermita dedicada a San Lorenzo mártir, construida en el siglo XVII por el concejo de Ateca, en las cercanías del sitio de Torrecid, de terminación muy sencilla. Desde el exterior se aprecia un único volumen rectangular construida en mampostería y con cubierta a dos aguas y blanqueada con cal.

## Romería de San Lorenzo
El día 10 de agosto, día de San Lorenzo se realiza una romería a la ermita, donde se realizan una serie de actos, se celebra la misa y al terminar, lo más peculiar es la realización de un castillo humano que da la vuelta alrededor de la ermita ondeando un pendón. Acto que se repite minutos más tarde por las calles del barrio atecano de San Martín.
También se realiza otro castillo similar en la romería a la ermita de la Ascensión.